# Masaru Hashiguchi
Masaru Hashiguchi (jap. 橋口 勝 Hashiguchi Masaru; ur. 21 maja 1974) – japoński piłkarz występujący na pozycji obrońcy.

## Kariera klubowa
Od 1997 do 2000 roku występował w klubach Cerezo Osaka i Avispa Fukuoka.